# Эздел
Э́здел (в переводе с ингушского — обладающий высокими духовными качествами, — образец, форма для подражания, слепок) — свод неписаных моральных и этических правил поведения ингушей. Охватывает все сферы жизни любого члена общества, начиная с самого детства. Эздел является Кодексом чести и поведения, передаваемым из поколения в поколение родителями и обществом.

## Характеристика
Эздел четко определяет поведение человека в обществе, в собственном доме, в гостях, на работе, в общении с родителями, родными, соседями, незнакомыми людьми и прочее. Правила установлены в отношении всех возрастных и социальных групп — дети, подростки, взрослые, старики, мужчины и женщины, отцы и дети, супруги, начальники и подчиненные. В кодексе правил учтены нюансы поведения каждого члена общества. Нарушение кодекса правил является одним из самых позорных деяний человека.
Выражение «Эздел доаца саг» (инг. «человек у которого отсутствует Эздел») — сопоставимо с определением «бесчестный, некультурный, недостойный человек».
Ингушское общество имело свои универсальные критерии социальной оценки членов общества. Главный критерий — степень соблюдения норм Эздел. Только того, кто безупречен в этом называли Эзди — благородным, человеком чести. Это же относилось и к целым родам, деяния представителей которых общество пропускало через фильтры кодекса Эздел. Эздел является сочетанием двух ингушских слов — «Эзи» и «дел», то есть, буквально «взвешенно поступай (делай)». То есть, главное мерило всех дел и поступков, которые совершает (или от совершения которых отказывается) ингуш, стремящийся быть благородным — есть мера, нравственные весы.
Структура эздела состоит из понятий эхь — добросовестность, бехк — порядочность, юхь — достоинство, гӏулакх — добродетельность, яхь — стремление быть лучше, сий — честь.

## Примеры поведенческих правил
- для младших по отношению к старшим: необходимо вставать когда заходит старший по возрасту; здороваться первыми; всячески проявлять уважение, готовность помочь и прочее (см. маршалла);
- для сыновей по отношению к родителям: не брать инициативу в разговоре и действиях; запрещено появляться с оголенными частями тела, за исключением кистей рук; запрещено в их присутствии курить; пить спиртные напитки; громко разговаривать; обращаться к своей супруге в их присутствии без явной необходимости, называть её по имени; ласкать в их присутствии своих детей и прочее.
- для зятя по отношению к родителям жены: зятю запрещено видеться и разговаривать с тещей и тестем; обсуждать с женой их поступки без явной необходимости и прочее.